# Weißig am Raschütz
Weißig am Raschütz este o comună din landul Saxonia, Germania.